# A Umbra Omega
A Umbra Omega är et musikalbum av det norska black metal-bandet Dødheimsgard, utgivet 2015 av skivbolaget Peaceville Records. A Umbra Omega är Dødheimsgards femte fullängds studioalbum.

## Låtlista
1. "The Love Divine" (instrumental) – 01:03
2. "Aphelion Void" – 16:14
3. "God Protocol Axiom" – 13:13
4. "The Unlocking" – 11:21
5. "Architect of Darkness" – 11:59
6. "Blue Moon Duel" – 14:20

- Text: Yusaf Parvez (spår 1, 2, 5), Aldrahn (spår 4, 6), Olivier Côté (spår 6)
- Musik: Yusaf Parvez (alla låtar)

## Medverkande
Musiker (Dødheimsgard-medlemmar)
- Victonik (Yusaf Parvez) – gitarr, sång
- Aldrahn (Bjørn Dencker Gjerde) – sång
- Sekaran aka Terghl (John Dana Vooren) – trummor

Bidragande musiker
- Lars Emil Måløy – basgitarr (spår 5, 6)

Produktion
- Vicotnik – producent, ljudtekniker, ljudmix
- Thrawn (Tom Kvålsvoll) – mastring
- Pia Isaksen – omslagsdesign
- Eirik Aspaas – foto